# White Light
White Light — пісня Джорджа Майкла. Вийшла на радіо 29 червня 2012 року, як сингл була випущена 10 серпня. Реліз синглу був приурочений до 30-річчя від дня виходу першої пісні Майкла, спільної з Ендрю Ріджлі — «Wham Rap! (Enjoy What You Do)» (16 червня 1982).
Вперше була виконана співаком публічно на церемонії закриття Олімпійських ігор у Лондоні 12 серпня 2012 року. Зайняла 15 місце в UK Singles Chart і стала останнім оригінальним синглом Майкла.

## Історія створення
Пісня була натхненна хворобою Майкла, який пережив пневмонію й кому наприкінці 2011 року.
У кліпі на пісню знялася модель Кейт Мосс.

## Список композицій

### «White Light» (EP)
1. «White Light» — 4:35
2. «Song to the Siren» — 3:33
3. «White Light» (Voodoo Sonics Remix) — 6:58
4. «White Light» (Kinky Roland Remix) — 6:47

### «White Light» (Ремікси)
1. «White Light» (Kinky Roland Remix) — 6:47
2. «White Light» (Steven Redant & Phil Romano Divine Vox Remix) — 7:12
3. «White Light» (Stereogamous Bath House Mix) — 5:05
4. «White Light» (Voodoo Sonics Remix) — 6:58
5. «White Light» (Jackman & Thomas Remix) — 6:08
6. «White Light» (David Kay Remix) — 4:01

## Чарти
| Чарт (2012)                         | Найвища позиція |
| ----------------------------------- | --------------- |
| Австралія (ARIA)                    | 88              |
| Австрія (Ö3 Austria Top 75)         | 53              |
| Бельгія (Ultratop Flanders)         | 50              |
| Бельгія (Ultratip Wallonia)         | 32              |
| Франція (SNEP)                      | 73              |
| Німеччина (Official German Charts)  | 21              |
| Угорщина (Single Top 40)            | 3               |
| Ірландія (IRMA)                     | 32              |
| Нідерланди (Mega Single Top 100)    | 6               |
| Шотландія (Official Charts Company) | 29              |
| Іспанія (PROMUSICAE)                | 35              |
| Швейцарія (Media Control AG)        | 34              |